# Luis Musrri
Luis Eduardo Musrri Saravia (Mallarauco, 1969. december 24. –) chilei válogatott labdarúgó, középpályás, edző.

## Pályafutása

### Klubcsapatban
1988 és 2004 között az Universidad de Chile csapatában játszott, melynek tagjaként öt bajnoki címet szerzett. Közte 2001-ben rövidi ideig a kínai Junnan Hongtában szerepelt.

### A válogatottban
1991 és 1998 között 28 mérkőzésen szerepelt a chilei válogatottban. Részt vett az 1991-es és az 1993-as Copa Américán, valamint az 1998-as világbajnokságon, ahol a Brazília elleni nyolcaddöntőben csereként lépett pályára.

### Edzőként
2006-ban a Deportes Melipilla csapatánál kezdte az edzősködést. 2007 és 2009 között a Palestino vezetőedzője volt. 2010-től 2012-ig a Cobresal szakmai munkájáért felelt. Később dolgozott még a Coquimbo Unido, a San Antonio Unido, a Deportes La Serena, az Universidad de Chile, San Marcos, a Deportes Iquique és az Independiente Cauquenes csapatánál.

## Sikerei, díjai
Universidad de Chile
- Chilei bajnok (5): 1994, 1995, 1999, 2000, 2004 Apertura